# بيري كلارك
بيري كلارك (4 ديسمبر 1951 بواشنطن العاصمة في الولايات المتحدة - ) (بالإنجليزية: Perry Clark)‏ هو مدرب كرة سلة ولاعب كرة سلة أمريكي في مركزي مدافع مسدد الهدف وهجوم خلفي.

## وصلات خارجية
- بيري كلارك على موقع كلية كرة السلة في سبورتس رفرنس.كوم (الإنجليزية)
- بيري كلارك على موقع كلية كرة السلة في سبورتس رفرنس.كوم (الإنجليزية)